# Somerset Park
Somerset Park ist ein Fußballstadion in Ayr, South Ayrshire, Schottland. Es ist das Heimstadion von Ayr United seit 1910. Zuvor war es bereits das Heimstadion des FC Ayr, der sich mit dem FC Ayr Parkhouse zu Ayr United vereinigte. Das 10.185 Zuschauer fassende Stadion wurde von dem Fußballstadionarchitekten Archibald Leitch entworfen.
Im September 2022 wurden Pläne für eine neue Nordtribüne von der örtlichen Behörde genehmigt.

## Galerie

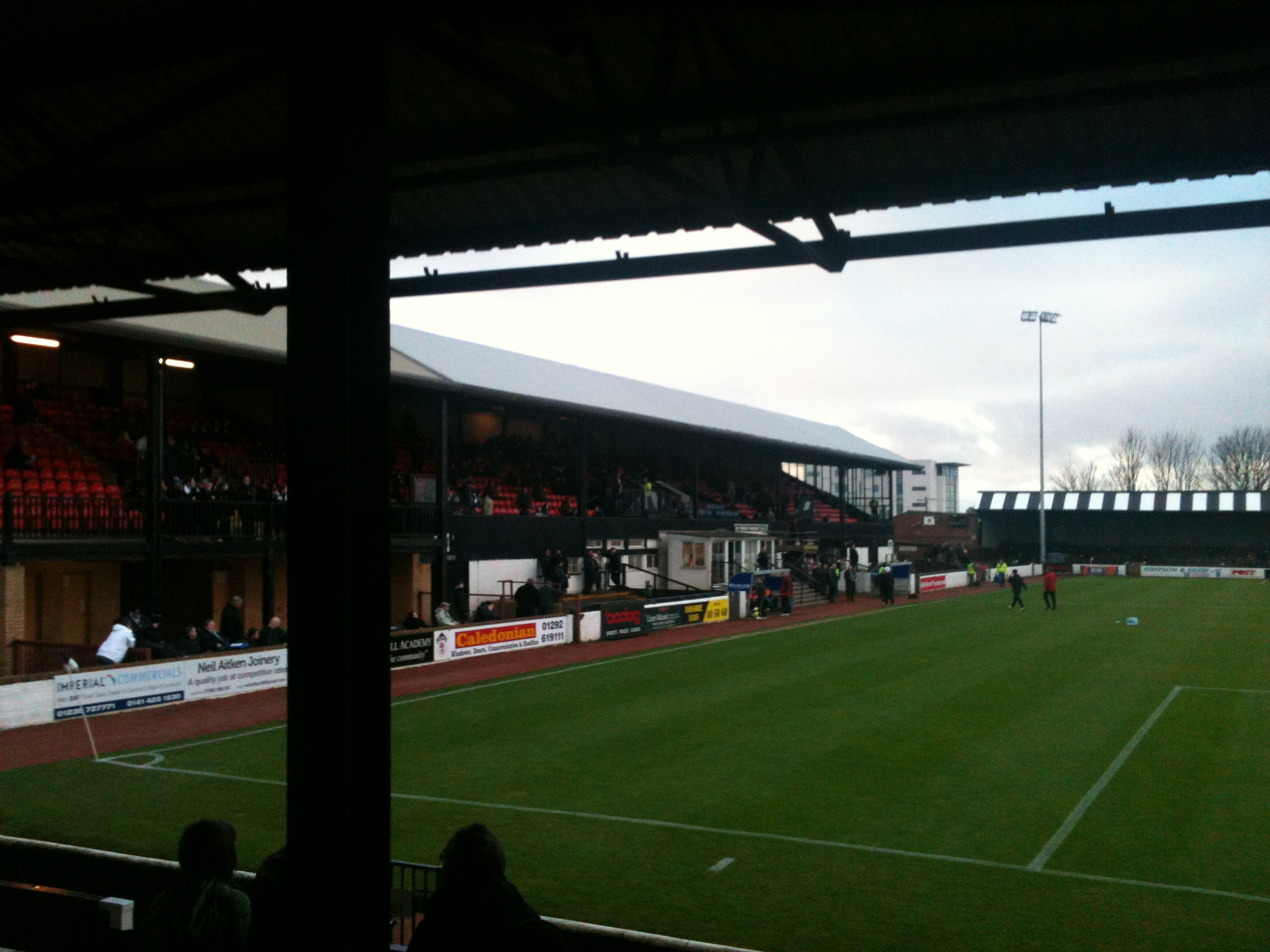
Ansicht von der Haupttribüne
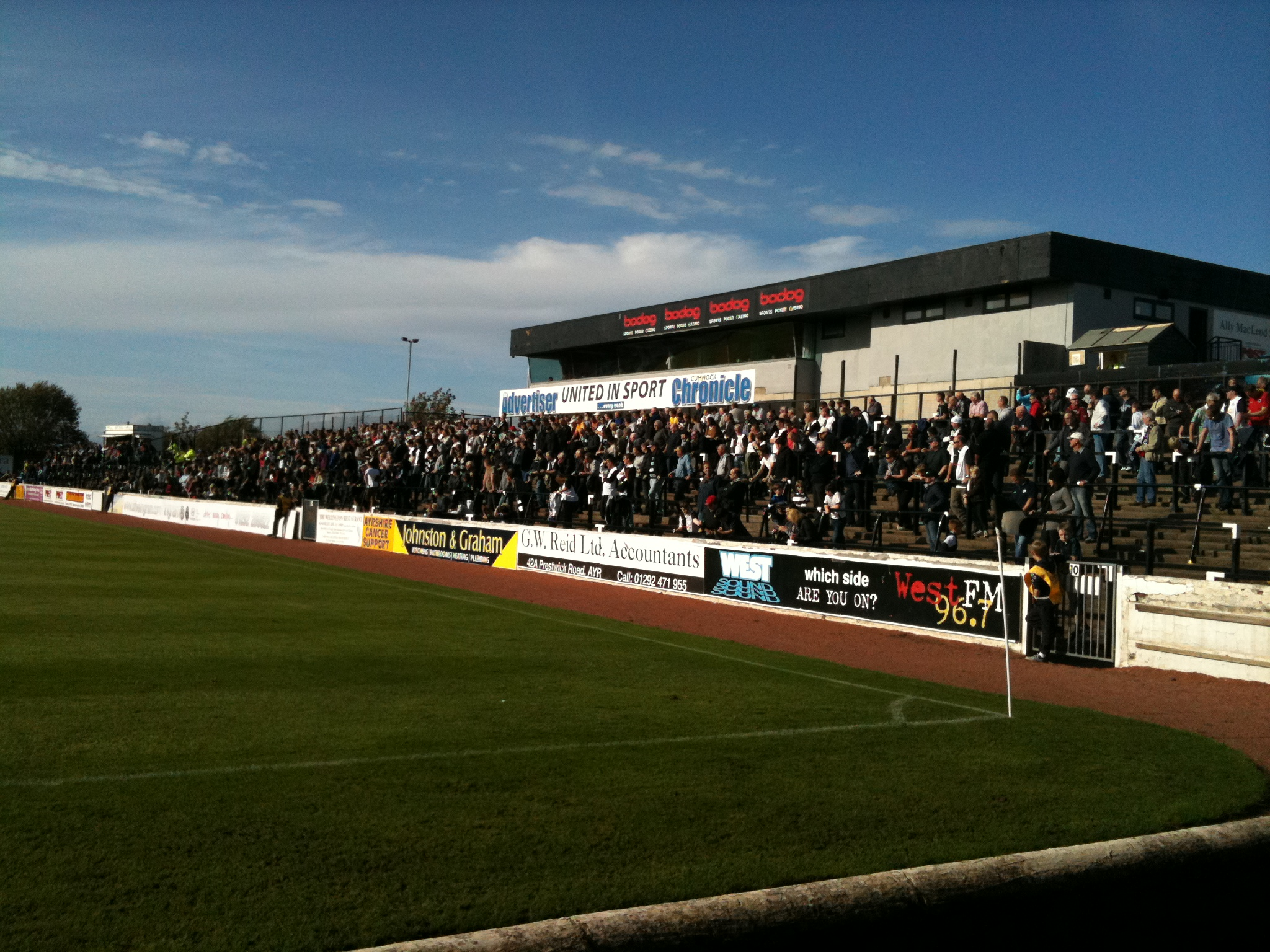
Ansicht auf die Nordtribüne
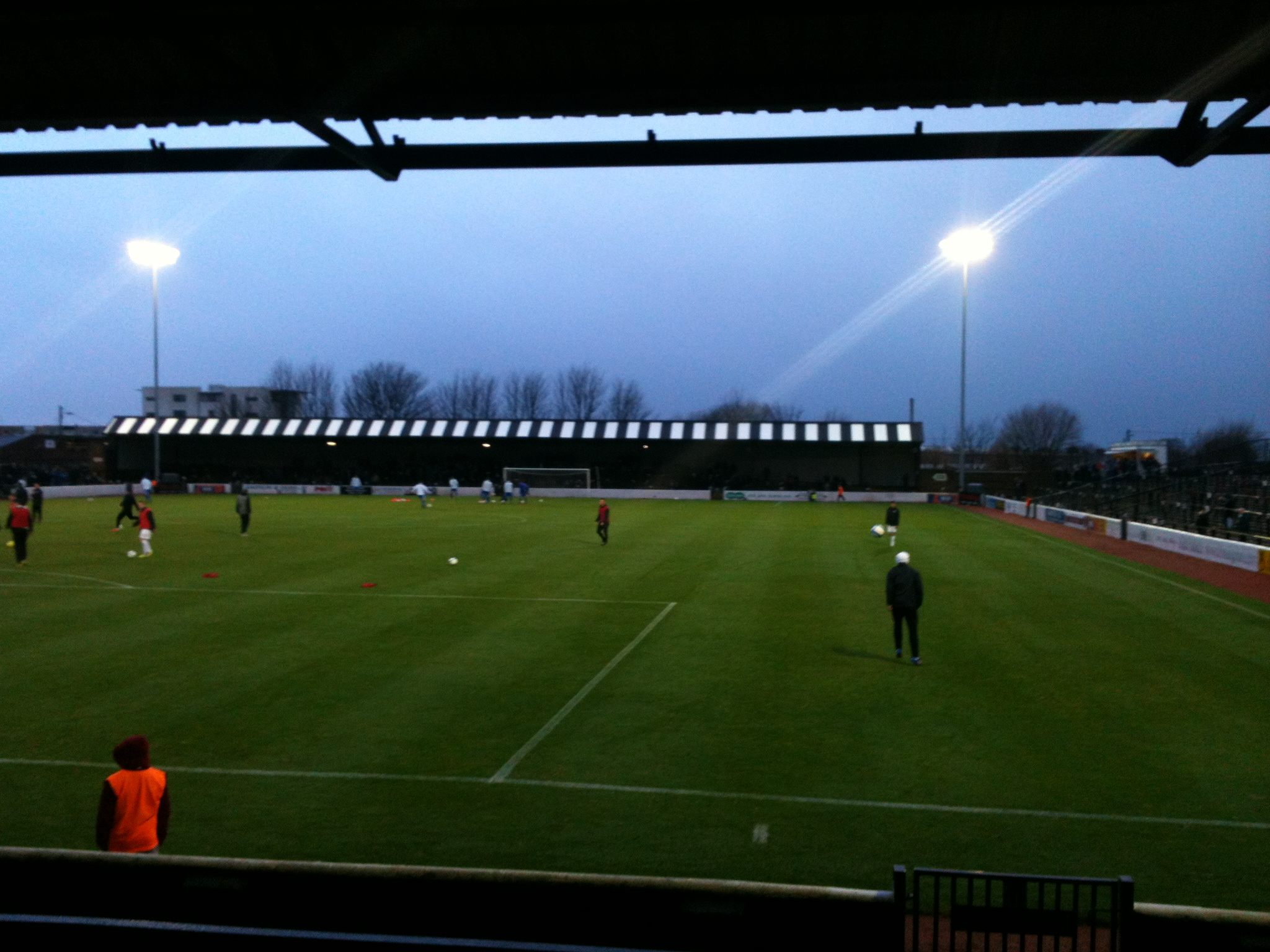
Stadion im Januar 2013